# Фреди Ринкон
Фре́ди Еузе́био Густа́во Ринко́н Вале́нсия (на испански: Freddy Eusebio Gustavo Rincón Valencia; 14 август 1966 – 13 април 2022) е бивш колумбийски футболист, играещ на поста полузащитник. След завършването на кариерата си като футболист става треньор.
Легендарният колумбиец е двукратен бронзов медалист от Копа Америка (1993 и 1995), 2 кратен шампион на Колумбия и 3-кратен шампион на Бразилия. Световен клубен шампион с Реал (Мадрид) през 2000 г. 
Ринкон бе част от страхотния отбор на „Лос Кафетерос“ през 90-те години на миналия век. Играе на три Световни първенства. Вкарва гол на ФРГ на Мондиал 90, а през 1998 е вече капитан.
Умира на 13 април 2022 г. в автомобилна катастрофа, като автомобилът му се блъска в движещ се насреща автобус..

## Успехи

### Отборни
Колумбия
- Копа Америка:
  -  Бронзов медалист (2): 1993 (в Еквадор), 1995 (в Уругвай)

 Индепентиенте (Санта Фе)
- Купа на Колумбия:
  -  Носител (1): 1989

 Америка (Кали)
- Примера:
  -  Шампион (2): 1990, 1992
  -  Сребърен медалист (1): 1991

 Палмейрас
- Серия А:
  -  Шампион (1): 1994
  -  Сребърен медалист (1): 1997

- Шампионат на щата Сао Паоло:
  -  Шампион (1): 1994
  -  Сребърен медалист (1): 1995

- Купа на Бразилия:
  -  Финалист (1): 1996

 Коринтианс
- Серия А:
  -  Шампион (2): 1998, 1999

- Първенство на щата Сао Паоло:
  -  Шампион (1): 1999
  -  Сребърен медалист (1): 1998

- Световно клубно първенство (в Бразилия):
  -  Шампион (1): 2000

### Лични
- Златна топка на Бразилия (1): 1999